# Elly Bašić
Gabriela Lerch Bašić (Zagreb, 3. rujna 1908. – Zagreb, 25. veljače 1998.), hrvatska glazbena pedagoginja i pijanistica.

## Lik i djelo
Gabriela Lerch Bašić rođena je u Zagrebu 3. rujna 1908. godine u židovskoj obitelji. Na Muzičkoj akademiji u Zagrebu diplomirala je glasovir te apsolvirala kompoziciju i dirigiranje. Godine 1929. osnovala je te do 1945. bila ravnateljicom i predavačicom glasovira i glazbenoteorijskih predmeta na eksperimentalnoj glazbenoj školi Beethoven. Glasovir i teoretske predmete poučavala je i na Gradskoj muzičkoj školi u Zagrebu, a visokoškolsko predavački curiculum Elly Bašić obuhvaća mjesta asistentice na Muzičkoj i predavačice na Kazališnoj akademiji u Zagrebu, te docenta na Muzičkoj akademiji u Sarajevu. Dugi niz godina bila je stalna vanjska suradnica Zavoda za istraživanje folklora u Zagrebu, a 1962. godine utemeljuje nižu, a kasnije i srednju Funkcionalnu muzičku školu (danas Glazbeno učilište Elly Bašić u Zagrebu).
Aktivnosti profesorice Bašić tijekom njezina duga i plodna života obuhvaćale su i međusobno prožimale više pedagoških, umjetničkih i znanstvenih područja, a u svakome od njih postigla je jedinstvene rezultate u okvirima daleko širim od lokalnih i nacionalnih. Više se desetljeća bavila temom Kreativnost djeteta kao prirodna datost i mogućnost održavanja i razvijanja kreativnosti u omladine i odraslih. Prva je u svijetu artikulirala znanstvene kategorije spontanog glasanja, uspavanki i pocupkalica, brojalica, igara, skandiranja, rugalica te športskog navijanja kao glazbenih, govornih i motoričkih elemenata u cjelovitom spontanom glazbenom izražavanju djece i odraslih. Iznimno se uspješno bavila temama kao što su  Dijete i muzikalnost, Emocionalno inhibirana djeca, Djeca s poteškoćama u razvoju te nizom raznih drugih glazbeno-pedagoških problema. Rezultate istraživanja predstavila je u nizu od tridesetak radova na brojnim znanstvenim skupovima u zemlji i inozemstvu te posebno znamenitom i uspješnom izložbom Muzički izraz djeteta koja je bila postavljena, između ostalog, i kod UNESCO-a u Ženevi 1955. Njezin udžbenik Sedam nota sto divota izašao je tijekom 18 godina u 13 izdanja i bio apsolutni bestseler svog vremena u glazbeno-pedagoškom području izdavaštva u Hrvatskoj.
Životna vokacija, najvrjednije postignuće i najšire društvene implikacije cjelokupne djelatnosti Elly Bašić povezane su, međutim, s izumom i utemeljenjem pojma i izražaja funkcionalne glazbene pedagogije, s osnovnom porukom: „Ne neko dijete, nego svako dijete ima pravo na glazbenu kulturu”, „Svako dijete ima kreativnu maštu” i „Svako dijete ima ritma”, a koja počiva na prirodnoj dispoziciji mašte i slobode ličnosti djeteta i čovjeka s jedne strane te na zadaćama glazbene pedagogije u primarnoj funkciji cjelokupnoga psihološko-socijalnog razvoja s druge strane, podjednako u nadarena, kao i prosječna ili hendikepirana djeteta. Tim se postignućem Elly Bašić općenito smatra  jedinom autoricom cjelovite i izvorne glazbene pedagogije u povijesti hrvatskog školstva. 
Elly Bašić je utemeljenjem svoje funkcionalne glazbene pedagogije te djelovanjem diljem Europe na području glazbene pedagogije iznimno uspješno afirmirala dva temeljna civilizacijska i kulturna postulata: demokraciju i humanizam. Cjelovito i harmonično odgojivši tisuće mladih bića inicirala je podizanje opće civilizacijske razine sredine iz koje je potekla. Umrla je 25. veljače 1998. godine u Zagrebu. Njezin sin je poznati hrvatski glumac Relja Bašić. Suprug Elly Bašić bio je hrvatski pijanist i dirigent Mladen Bašić.

## Funkcionalna glazbenapedagogija

### Tko je dijete?
Svi koji istražuju i razmišljaju o fenomenu bogatstva mašte djetinjstva, i tragaju za uzrokom naglog osiromašenja nekadašnje punoće življenja, u toj potrazi za izgubljenim morali bi to tražiti u izgubljenoj slobodi. Onoj bez konvencija. U želji da što prije bude odraslo, da bude „prihvaćeno”, dijete u toku svoga razvoja samo pridonosi tome. Adaptacija je vezana uz iskustva. Biti prihvaćen znači prihvaćati konvencije. Dijete to zdušno čini tijekom svog procesa socijalizacije. Tek u pretpubertetu svjesno je cijene. Fazu pobune za izgubljenom slobodom, za izgubljenim »ja« dijete u pubertetu pokušat će obraniti agresivnom negacijom konvencija koje su mu pomogle da bude prihvaćeno, pobunit će se protiv »biti prihvaćen«, i na kraju – kada postane čovjek, poneko zbunjeno spasavanje sebe... ili ne. Sjeta za izgubljenim ostaje.
Dijete je cjelovito biće.
Dijete ne progovara na osnovi percepcije, već neke fundamentalne, biološke zakonitosti življenja pokreta, jednako kao i u djetetovu glazbenom kazivanju. Samo, za razliku od vizualne percepcije, koja u djetetovu likovnost ulazi mnogo kasnije, glazbeno kazivanje i muzikalno primanje susrećemo u djeteta znatno ranije.

### Dotadašnji tipovi glazbenih škola u Hrvatskoj
Sredinom dvadesetog stoljeća „službeni tip” glazbenih škola u Hrvatskoj bio je degradiran isključivo po instituciji, današnjoj Muzičkoj akademiji. Iz tog se razloga u Hrvatskoj razvija profil glazbenog školstva, u kojem su pedagoška načela podvrgnuta izrazitom nastojanju oblikovanja tipa „profesionalne” glazbene škole. Upravo stoga što je jedino ovaj jednostavni tip glazbene škole postojao u Hrvatskoj, on se nije mogao usko specijalizirati, već je od sve djece izabirao talente, tendirajući profesionalnom umjetničkom tipu djeteta kako bi mogao izdvojiti „izuzetke” – jedinke. Posljedica toga bilo je nedovoljno umjetničkog duha pri odgoju djeteta, odbijanje svakog djeteta koje nije bilo izraziti talent i ogroman broj prosječno nadarene djece kojima je bilo uskraćeno pravo na glazbeno obrazovanje. Jedno i drugo značilo je odgojni, umjetnički i društveni deficit u materijalnom i moralnom pogledu.
Prema iskustvima s eksperimentalne glazbene škole Beethoven, Elly Bašić iznijela je već spominjani elaborat „Ne neko dijete, nego svako dijete ima pravo na glazbenu kulturu”.

### Funkcionalna metoda
Elly Bašić iznijela je ideju o novoj glazbenoj školi – dosljedne funkcionalne metode – koja će imati elastičnu strukturu, kako bi se, bez žrtvovanja onog umjetničkog u umjetničkoj pedagogiji, na daleko višem artističkom nivou od dotadašnjih glazbenih škola, pošlo pedagoškim putovima, u kojima bi se i glazbenom talentu i glazbenom prosječnom tipu djeteta omogućilo što bolji umjetnički razvoj. Nova će škola naročitu pažnju posvetiti prosječnom tipu djeteta, dakle normali, nastojeći upravo za ovu djecu, dakle za većinu, za budući tip građana, pronaći oblike rada i metodičke principe, koji neće biti, kao u dotadašnjim školama, specijalizacija uz odbijanje sve ostale djece, nego odgoj na što višem umjetničkom nivou za s v a k o dijete.
Nova škola idejno je bila zamišljena kao umjetničko i kulturno žarište svoje sredine uz najužu suradnju s nastavnicima glazbene kulture tj. predmetima estetskog odgoja na općeobrazovnim školama kako bi se rad dvaju škola međusobno upotpunjavao te uvelike rasteretio djecu, a što bi joj omogućilo znatno veći umjetnički razvoj.

### Odakle dolazi nazivfunkcionalna
To je ime pedagogije u kojoj se prati razvoj čitavosti djeteta – njegov emotivni, spoznajni, motorički, socijalni... razvoj. Najkraće rečeno: glazba je u funkciji razvoja djeteta. Funkcionalno se ne odnosi na metodički postupak u I. solfeggiu kada je redosljed usvajanja tonova uvjetovan njihovom funkcijom u duru i molu, kako se to najčešće preusko tumači.

### Izbor učenika
Nasuprot dosadašnjem načinu odabiranja učenika kroz selekcijski filter prijamnog ispita, Funkcionalna muzička škola i ovdje mijenja postupak. Radom obuhvaća svu djecu, bez selekcije. Kasnije može pronalaziti talentiranu djecu i buditi u njima latentne sposobnosti i želju za glazbom, dok s druge strane, pronalazeći nove oblike rada, svoj ostaloj djeci omogućava daljnje bavljenje glazbom.
Masovnost u novoj školi ne znači ustupak „umjetničkom”, niti „amatersko” bavljenje glazbom znači „dilentantizam”. Izvorna je zamisao da škola svojom elastičnošću omogući raznovrsna bavljenja djeteta glazbom, na način na koji će odgojno najbolje odgovarati raznolikim tipovima djece, s time da nigdje ne pravi ustupke na račun kvalitete, već da pronalazi mnogo raznolikije i bogatije sadržaje i pedagoške tehnike, pri muzikalnom razvijanju djeteta i pri njegovom kontaktiranju s umjetnošću.

### Metodika i razlike u odnosu na klasične metode
Prva je razlika, u odnosu na klasične metode koje djeci prenose gotovo znanje, da se do spoznaje dolazi kroz igru i doživljaj. Npr. novi ton u ljestvici uvodi se kroz priču, dolazi kao novi prijatelj, prvo ga se doživljava slušanjem, pa mu se daje ime i useljava ga se u kućicu.
Jedna od razlika je i drugačiji redoslijed učenja nekih nastavnih sadržaja, od onoga kako rade na drugim školama. Razlog tome leži u logici glazbe i logici razvoja djeteta
Fonomimija je u funkcionalnoj glazbenoj pedagogiji snažno asocijativno sredstvo jer se temelji na asocijaciji doživljaja visine tona, njegove funkcije u harmoniji i njegove mekoće. Olakšava snalaženje i stvara doživljaj. „Motorika pamti” ono što bi logičkom umu bilo puno teže. Koriste je mnoge glazbene pedagogije, ali je ona u njima više pokazivačka. U funkcionalnoj metodi ruka slijedi melodijsku liniju, dijete u ruci ima raspon od oktave i pol koliki mu je i raspon glasa. Tonovi su prostorno raspoređeni pa se razlika u intervalu osjeti i u pokretu, a u smještaju tonova prepoznaju se njihove funkcije.
Najveća razlika je u prisutnosti improvizacije.

### Cilj rada
Kroz glazbu odgojiti bogatijeg, sretnijeg čovjeka… čovjeka većih estetskih i etičkih dosega u svakodnevnom životu.

## Vanjske poveznice
- Glazbeno učilište Elly Bašić (životopis umjetnice)